# くちばし

鳥の頭の解説。
5.鼻孔
6.上くちばし
7.下くちばし
8.顎線
13.嘴毛

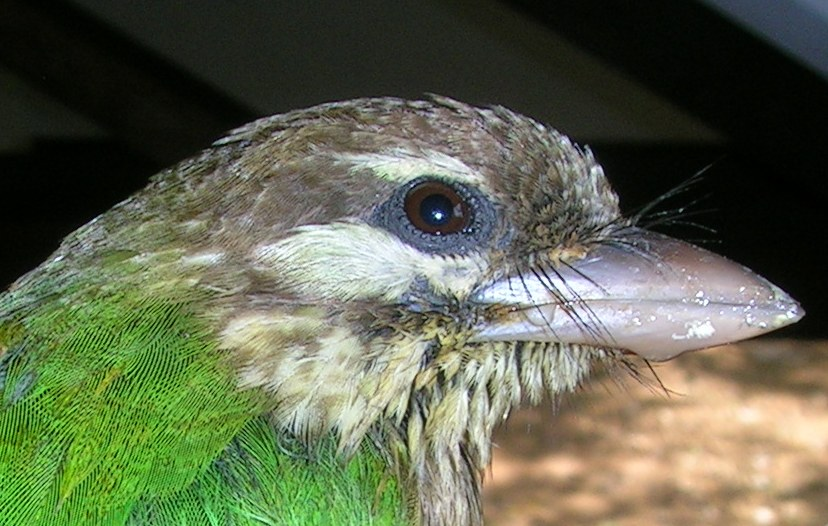
虫を食べる鳥に多くみられる嘴毛（rictal bristle）。

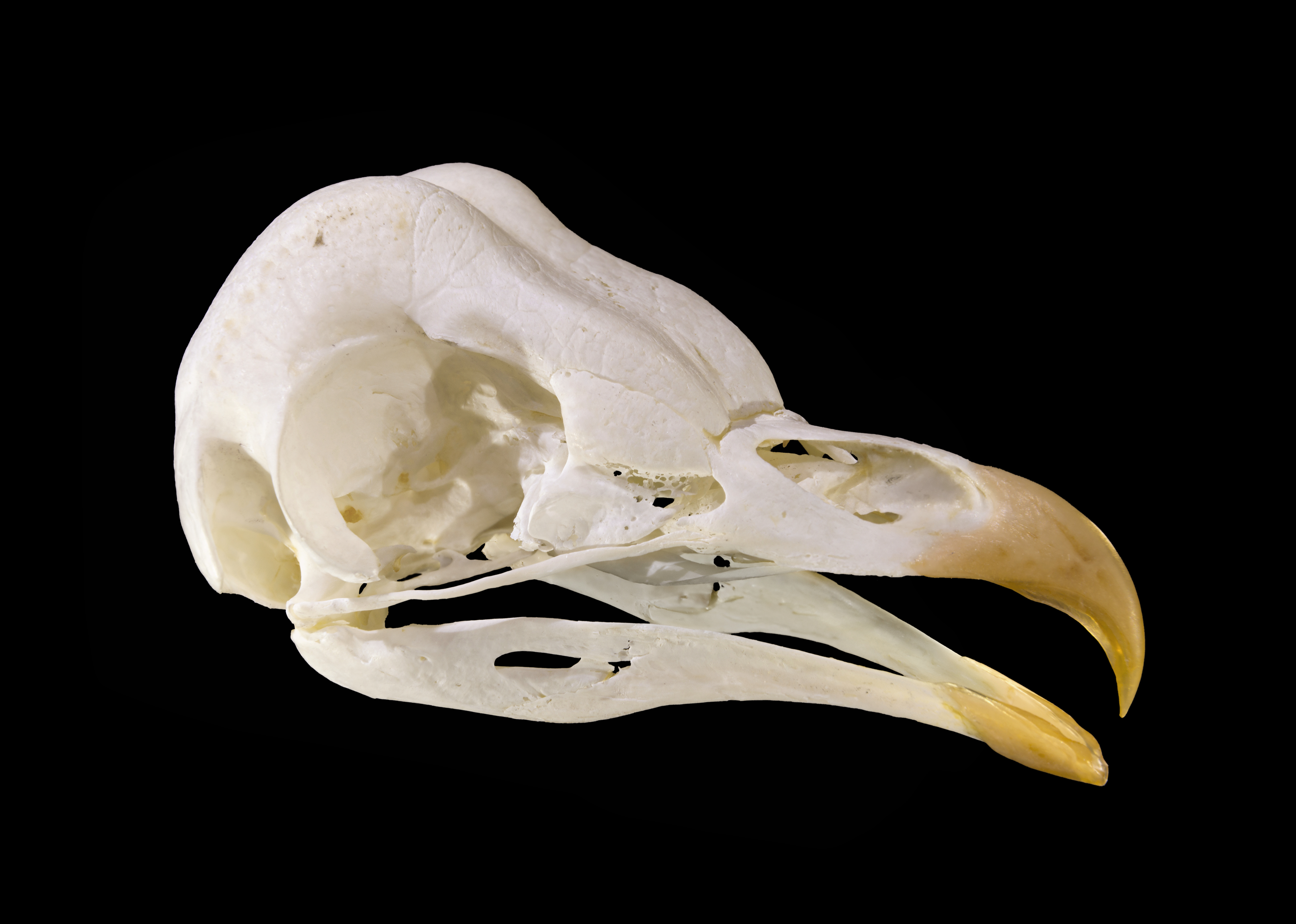
メンフクロウの頭蓋骨。

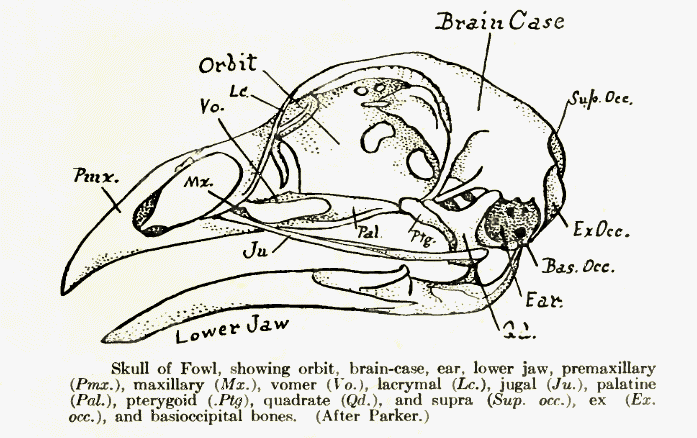
頭骨とくちばしの解説図。
Pmx:上嘴（じょうし）
Lower Jaw:下嘴（かし）
Ju:頬骨（きょうこつ）
Ptg:翼状骨
Pal:口蓋骨（Palatine）
Qd:方形骨

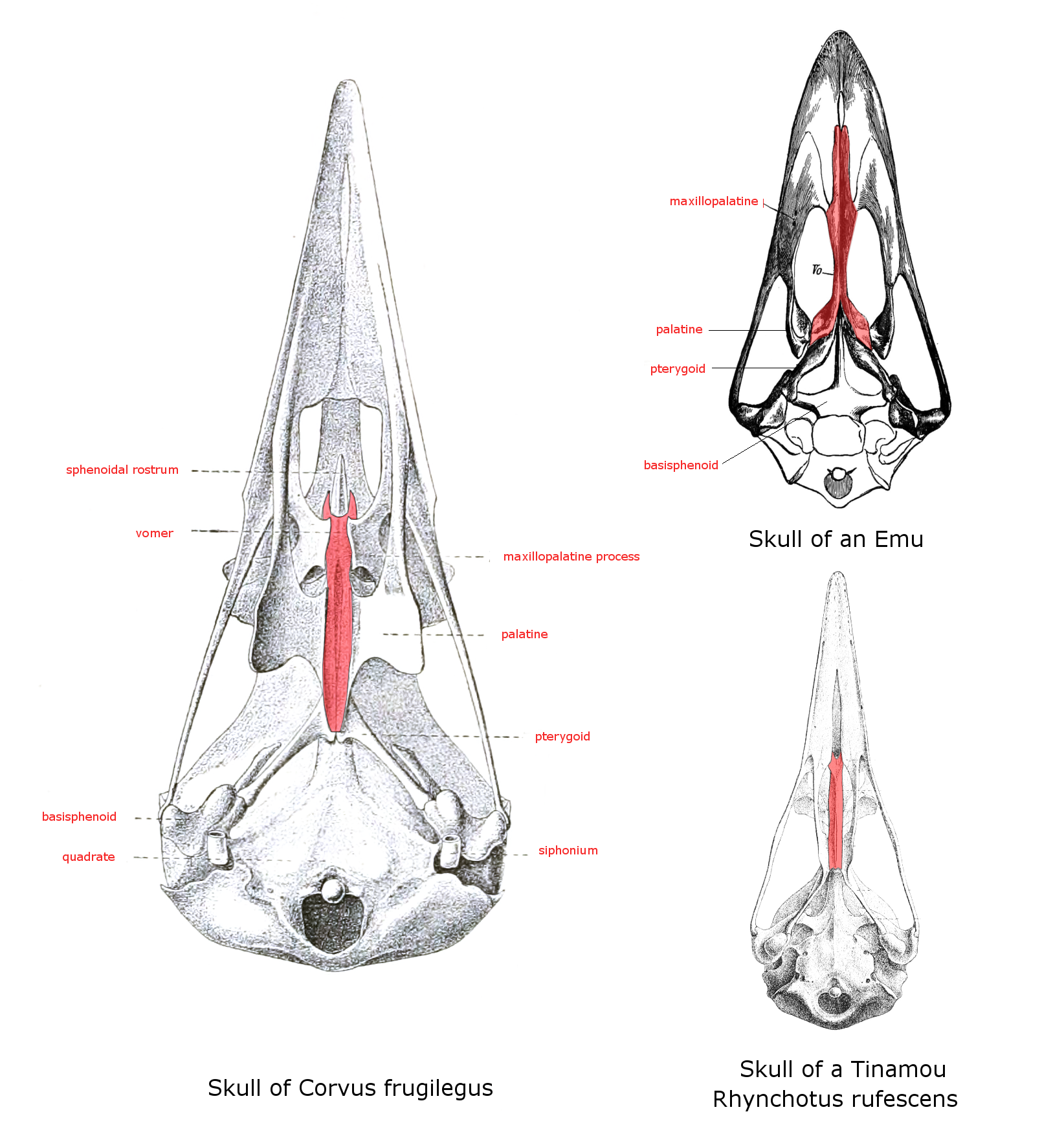
新顎類（←）と古顎類（→）の比較。

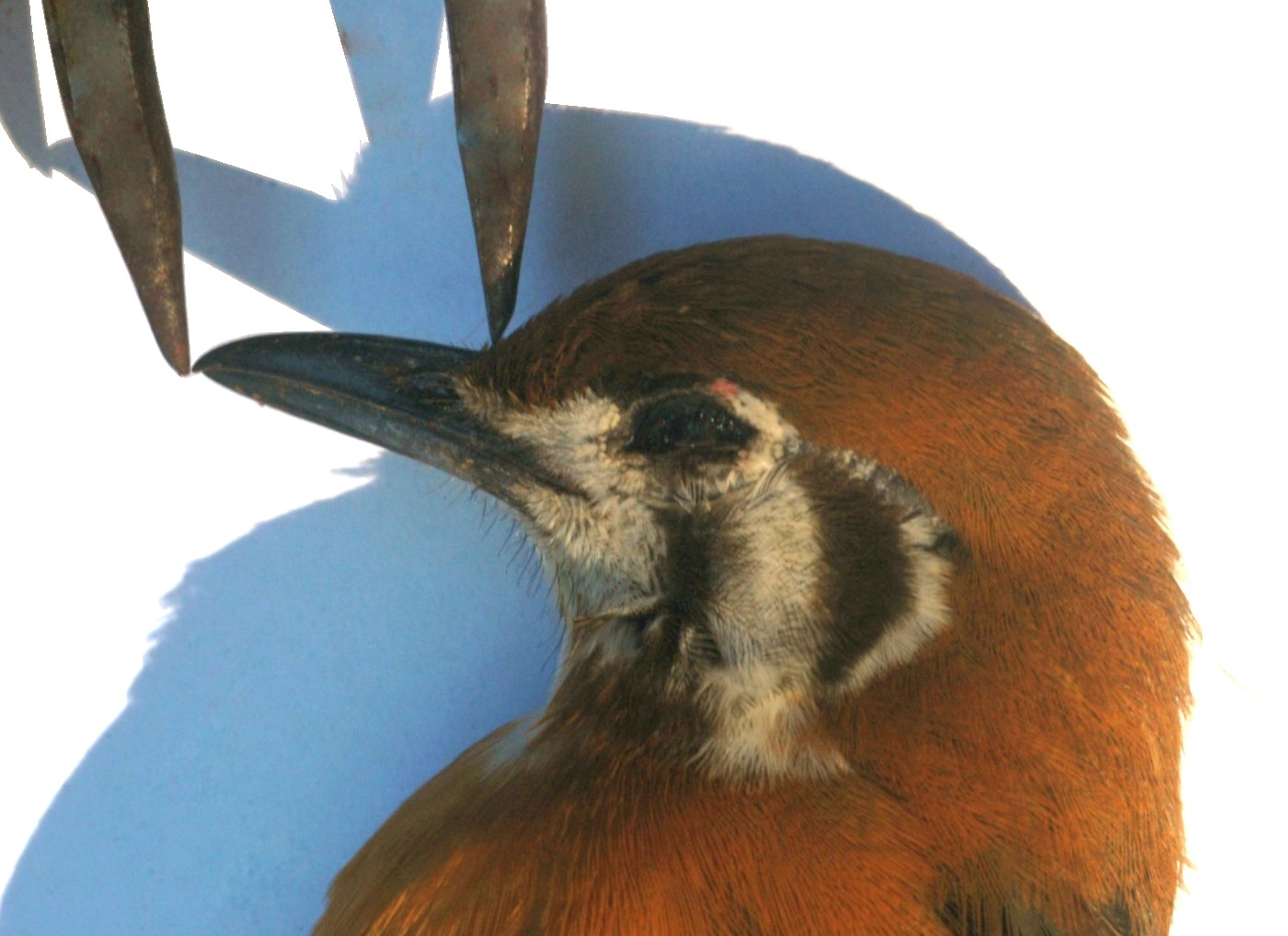
くちばしの長さの測定

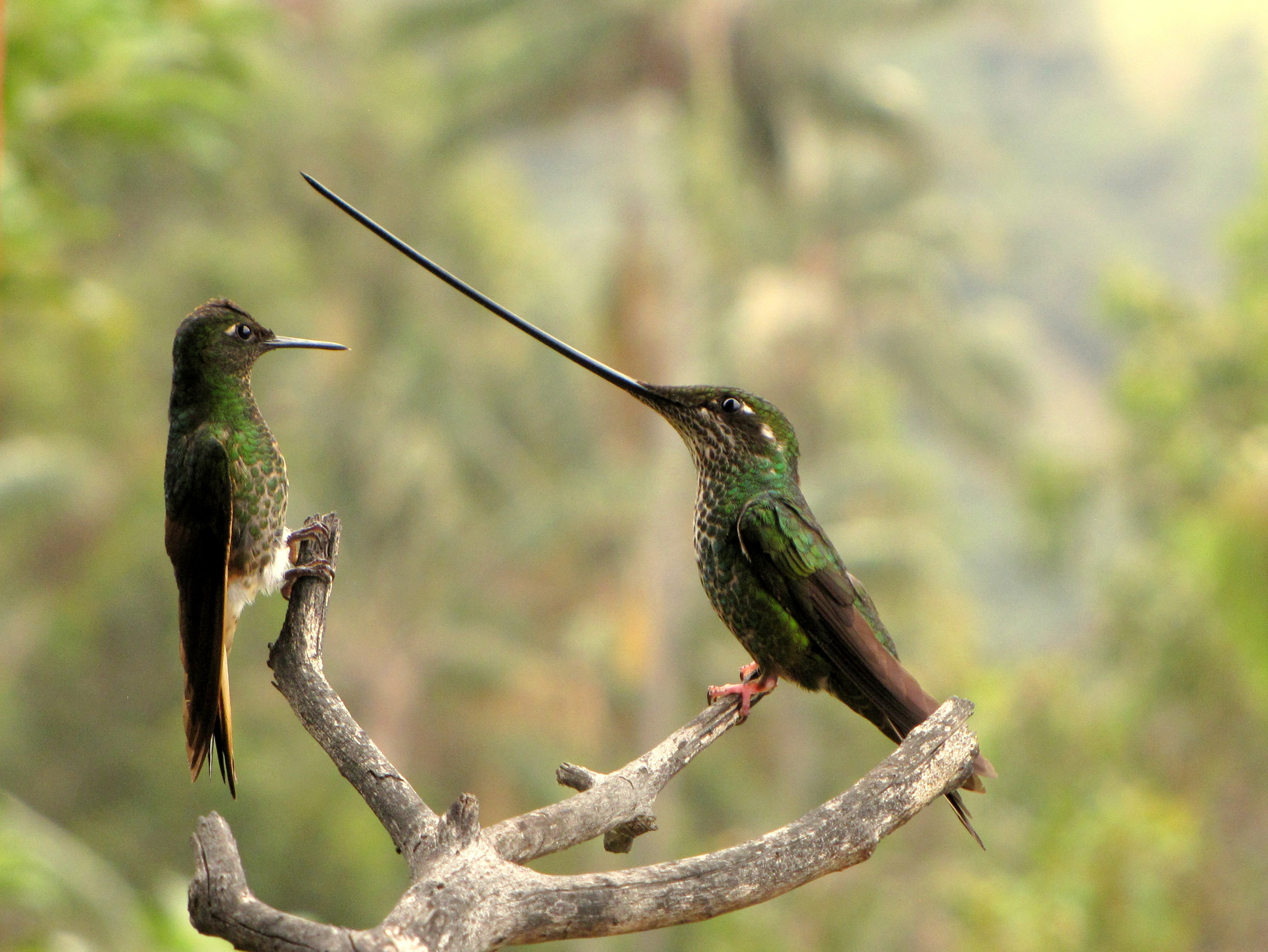
尾を除く体に対して最も長いクチバシをもつ鳥は、写真の右の鳥ヤリハシハチドリ（くちばしを除く体15㎝、クチバシ10.2-12cm）である。

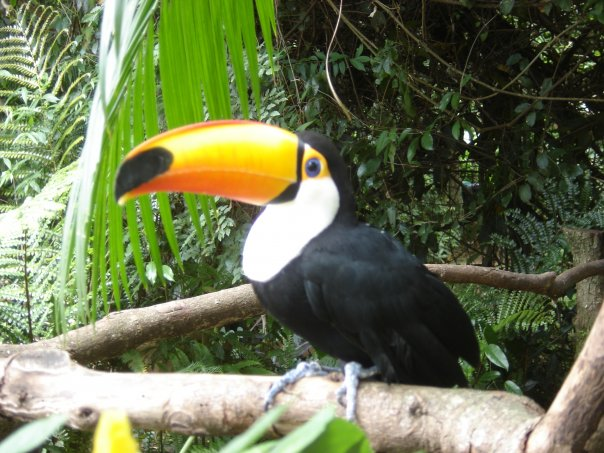
鳥類で最長のくちばしをもつオニオオハシ。体表面積の約3分の1がクチバシで、長さは約19cmである。

くちばし（嘴、喙、觜）とは、鳥類他の採食器官で、上下の顎が突出し、口周辺がひと繋がりの角質の板によって硬くなったもの。頭部の他の部分から滑らかに続くものもあるが、鳥類ではその間に区別がある。唇のような柔軟性がないが、硬いために突くなどする際には効果が大きい。一般には鳥のそれを指す。

## 概説
漢和辞典では、𧣑の字も見られる。
食物を食べるための器官としては動物の口の一つであるが、鳥類には歯が存在しないためにくちばしと舌で口が構成され、加えて前肢には付属肢としての機能を持たないため、くちばしは食物を探して食べる採餌の他にも、多様な機能を持つ。毛づくろい（グルーミング）、物をつまむ、捕食対象を含む他の動物の殺傷、求愛行為、雛（ひな）に対する給餌などである。そのため、くちばしの形はその鳥の生活と深い繋がりがあり、それによって、くちばしの形も様々な適応を示す。したがって、くちばしの形は鳥の大きな特徴であり、ハシマガリチドリ、オオハシ科の鳥、ヘラサギの仲間などの鳥は、非常に特殊な形状のくちばしを持っていることからその名が付けられている。また、ハチドリなどにも変わった形のくちばしのものがある。
鳥類以外にも、哺乳類のカモノハシや爬虫類の一部に見られ、恐竜にもくちばしを持ったものがいた（後述）。
また、鳥類以外の生物一般においても、先端や開口部が特に突き出している場合に、それを嘴状という例がある。たとえば魚類のサヨリやダツにおいて上下のあごの先端がそれぞれ単独に突き出したもの吻をクチバシという。タツノオトシゴのように上下合わせて筒のように延びる場合には吻という。イルカにもクチバシがあり、これはイルカとクジラの区別点とされることがある。
スゲ属の植物では果胞に嘴があるかどうかは重要な特徴とされる。

## 鳥のくちばしの種類
|                             | Generalist/雑食                                                        | イエガラス |
| Insect catching/食虫        | コサメビタキ                                                           |            |
| Grain eating/穀物食         | ウソ                                                                   |            |
| Coniferous-seed eating/食松 | イスカ。嘴が互い違いになっており、松の実を取り出すのに適す。           |            |
| Nectar feeding/食蜜         | Nectarinia                                                             |            |
| Fruit eating/食果           | サンショクキムネオオハシ。果実食動物。固い果物も砕けるように太く長い。 |            |
| Chiseling                   | キタタキ。木の皮を剥いだり、木の幹を叩いて穴を開けるのに適す。         |            |
| Dip netting                 | カッショクペリカン。くちばしの下に喉袋を持ち、魚をそこに捕らえられる。 |            |
| Surface skimming            | クロハサミアジサシ。水面を飛びながら、嘴を水中に突っ込み小魚をすくう。 |            |
| Scything                    | ソリハシセイタカシギ                                                   |            |
| Probing                     | トキハシゲリ                                                           |            |
| Filter feeding              | ベニイロフラミンゴ。クシ状になったくちばしで水中の藻を濾過して食す。   |            |
| Aerial fishing              | ヒメヤマセミ。                                                         |            |
| Pursuit fishing             | ウミアイサ。嘴は平で鋸歯状の縁をもち、水中の微生物を濾過して食す。     |            |
| Scavenging/腐肉食           | キガシラコンドル                                                       |            |
| Raptorial/食肉              | 鷹。猛禽類                                                             |            |

## 構造
鳥類のくちばしは、種によってその大きさ、形状にかなりの違いがある。飛行するために重量を少しでも軽減するため、通常は中空もしくは多孔性の骨でできている。くちばしの表面は薄い角質（ケラチン）で覆われており、表面と骨の間には血管と神経の通った層がある。ガチョウやハクチョウの一部にはくちばしの上にコブがある場合がある。
一部の鳥はくちばしの先が非常に硬く、大きな音を鳴らしたり獲物を殺したりすることなどに使われる。カモなどの鳥はくちばしに神経が通っているため触覚があり、触れたことを感じることができる。くちばしは、使うことで磨耗しても、鳥が生きている限り再生していく。
くちばしは歯とは異なり、咀嚼に使用する鳥はほとんどいない。鳥は食物を丸飲みし、砂嚢ですり潰す。
嘴毛は昆虫食の鳥によく見られるが、昆虫食ではない鳥にも見られる。

### 鼻孔
くちばしには鼻孔と呼ばれる2つの穴があり、それらは呼吸のためにくちばしの内側へと通じている。また、セキセイインコなど一部の鳥には、上嘴の根元に蝋膜（ろうまく）と呼ばれる柔軟な肉質の部分が存在し、鼻孔はそこに開いている。キーウィは、他の鳥と異なりくちばしの先に鼻孔があり、他の鳥より優れた嗅覚を持つ。
ライチョウ、カラス、一部のキツツキなどは、羽毛で鼻孔が覆われており、寒い空気から保護している。
ペリカン目のカツオドリなどは鼻孔を持たない。また、カワウなどは、成長と共に閉塞する。

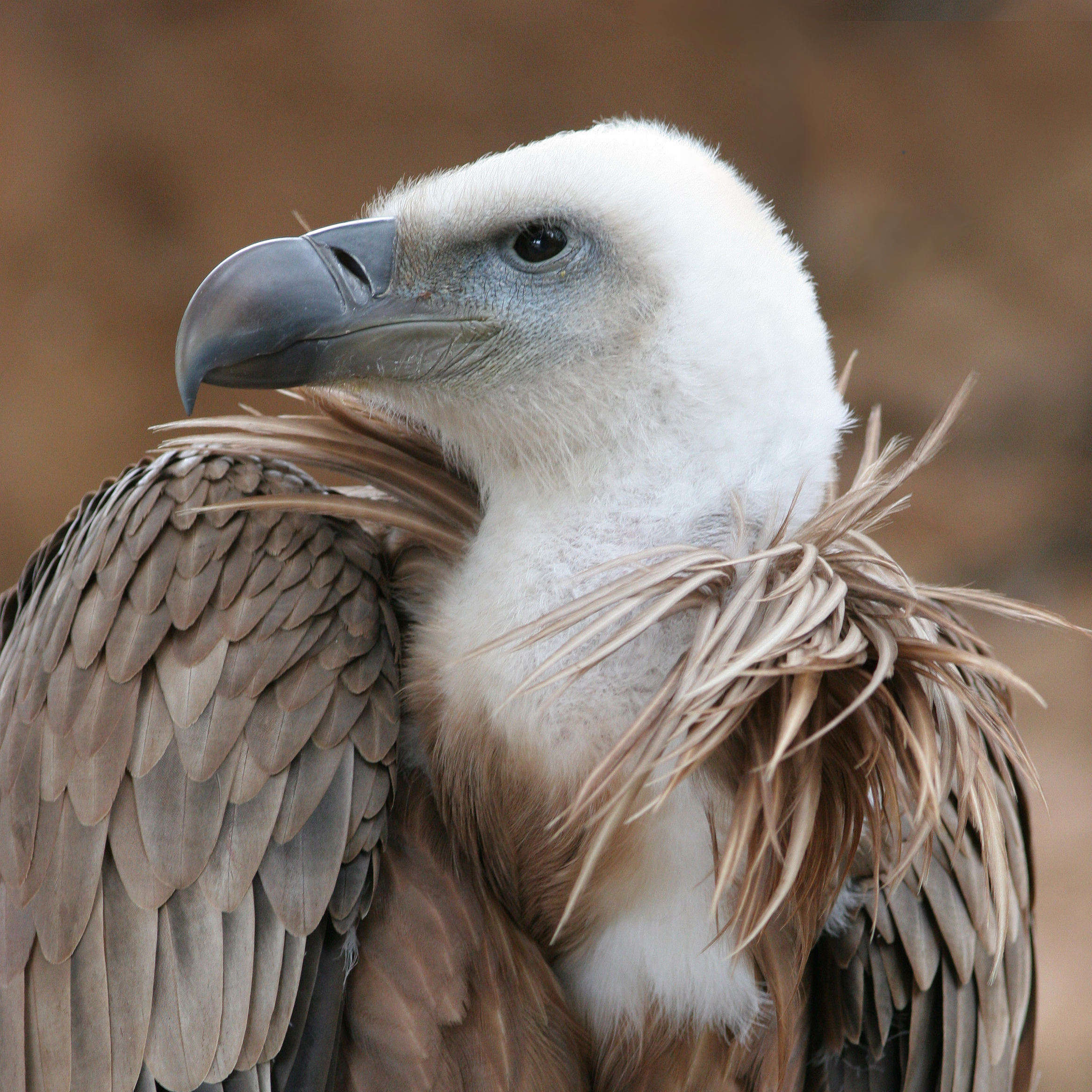
シロエリハゲワシのくちばし
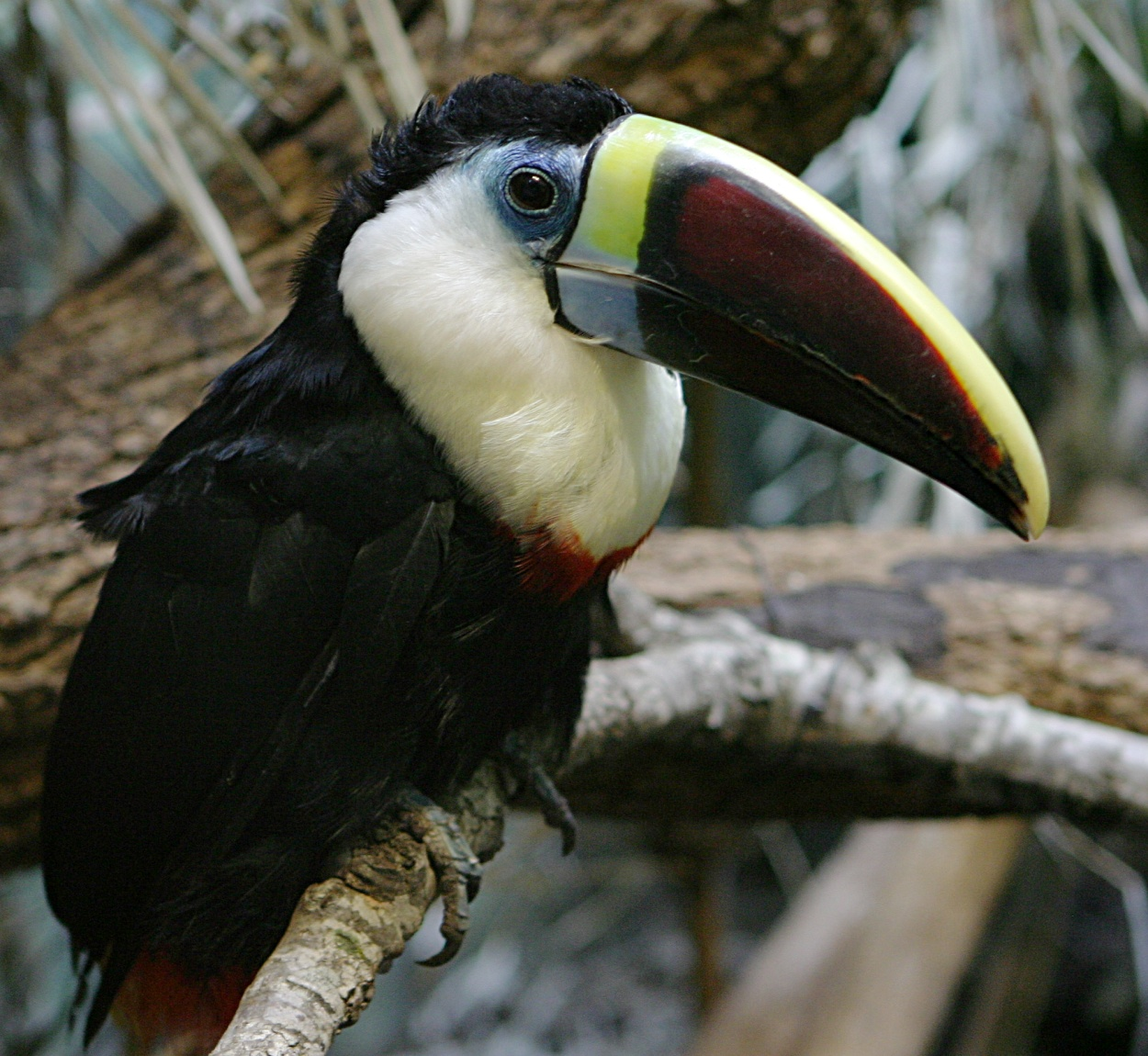
シロムネオオハシの巨大なくちばし
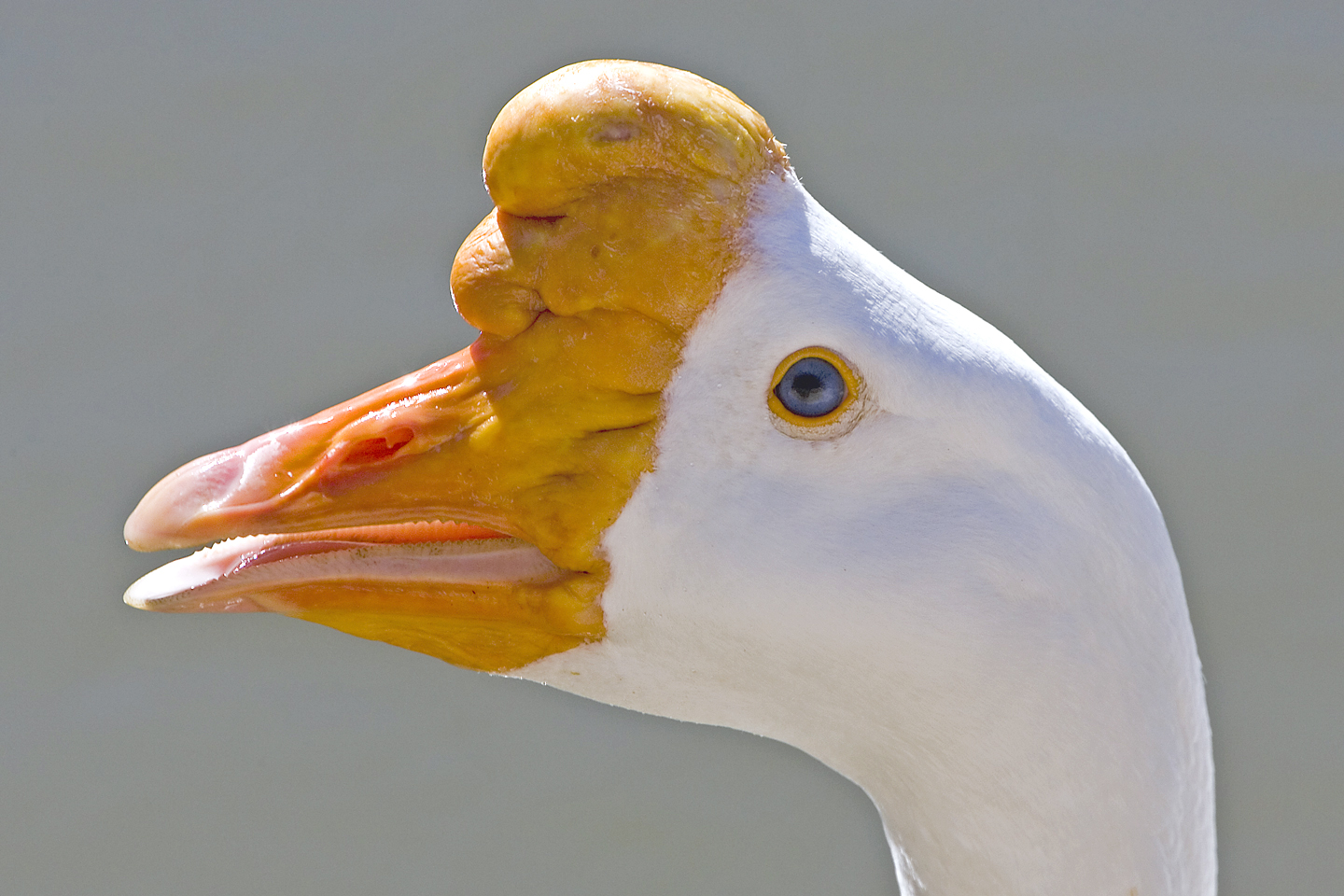
シロガチョウのコブとくちばし
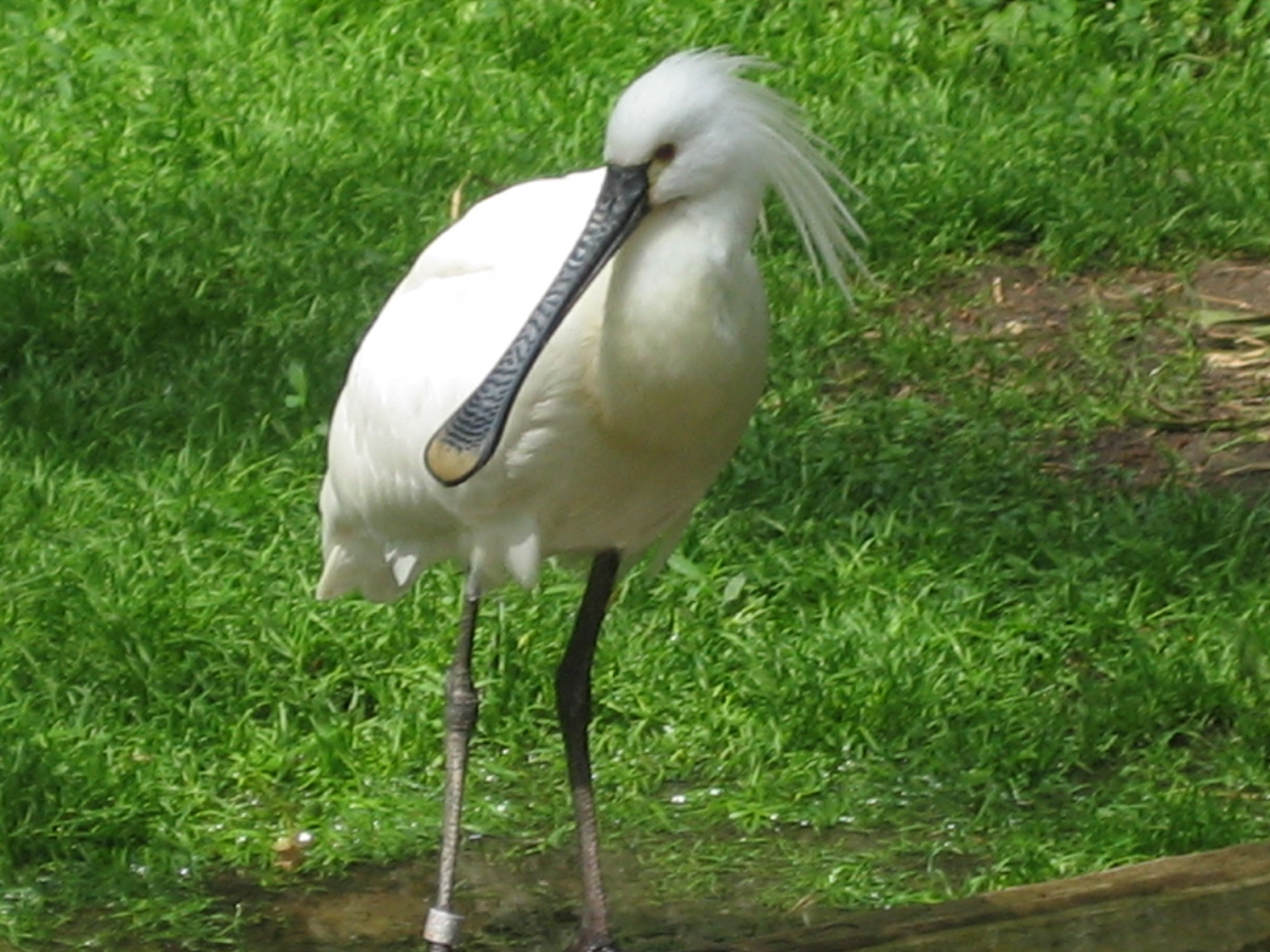
ヘラサギ
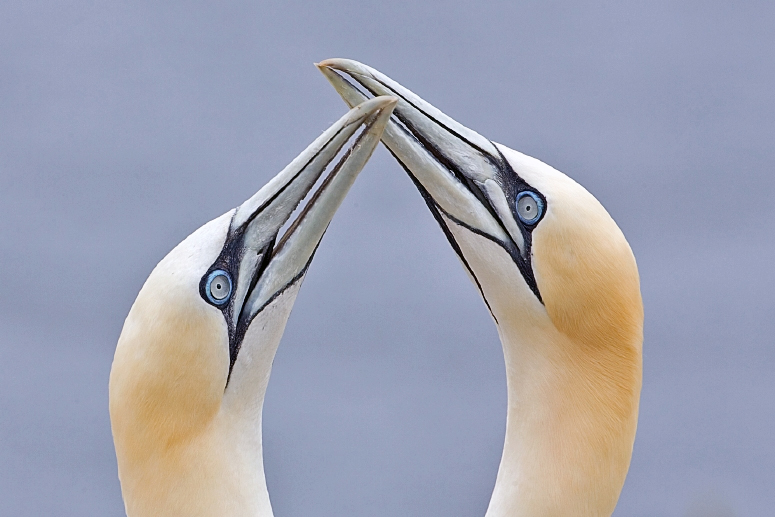
シロカツオドリのくちばし
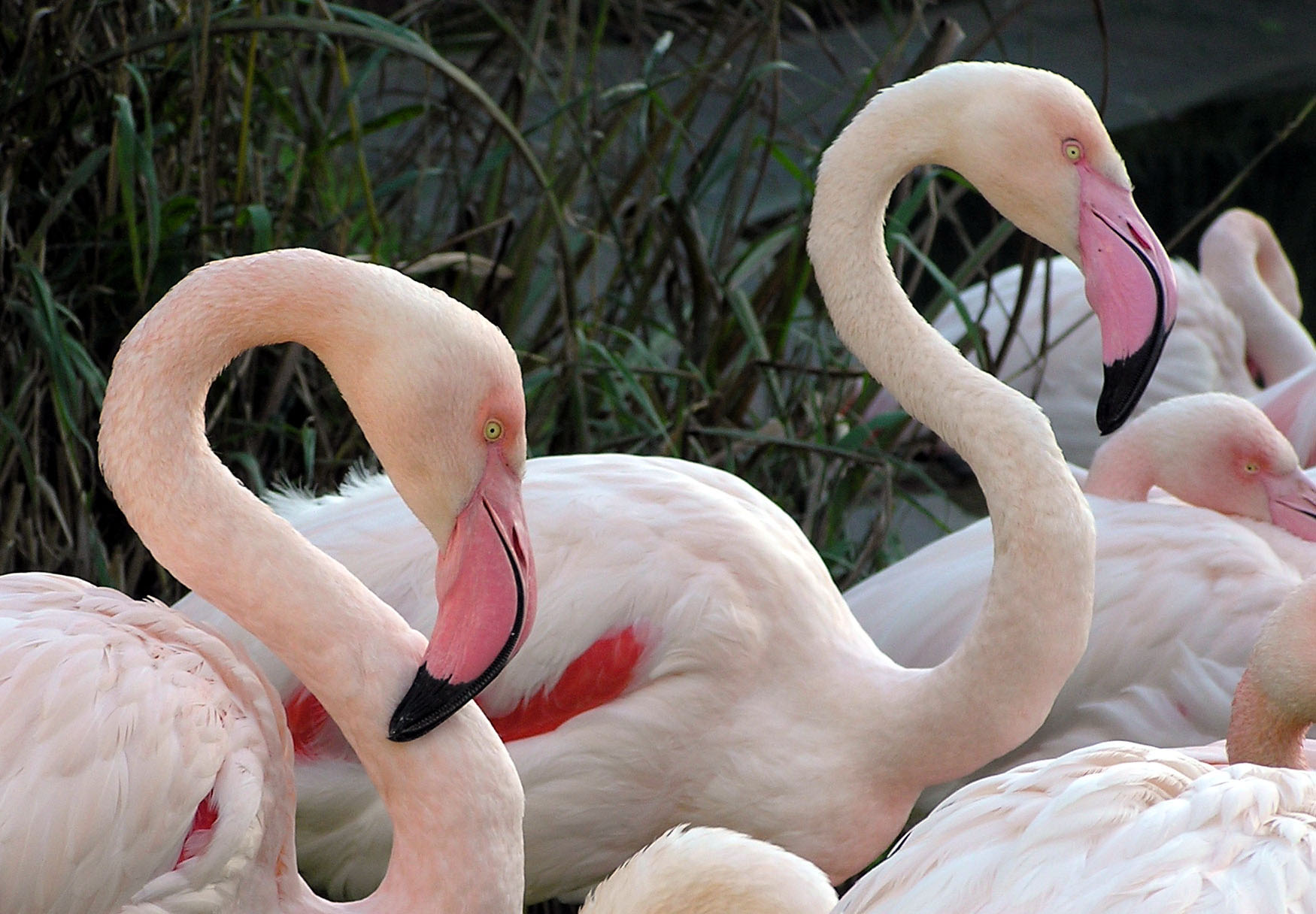
オオフラミンゴのくちばし
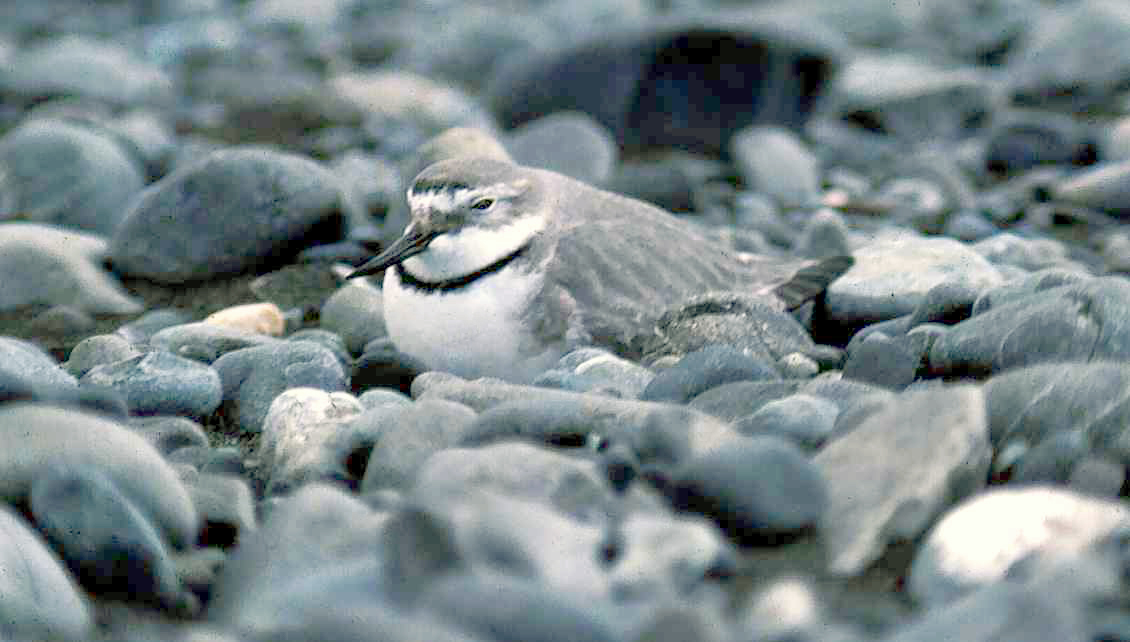
ハシマガリチドリのくちばしは右方向へ湾曲している

- Tomium（英語版） ‐ くちばしの縁。肉や草を切るために、鋸状の歯を形成する場合がある（上記、シロガチョウの画像参照のこと）。
- 二型性（性的二形）:アメリカソリハシセイタカシギやサイチョウ科は、オスとメスでくちばしの形状が異なり、種内競争が減少する。

## 機能

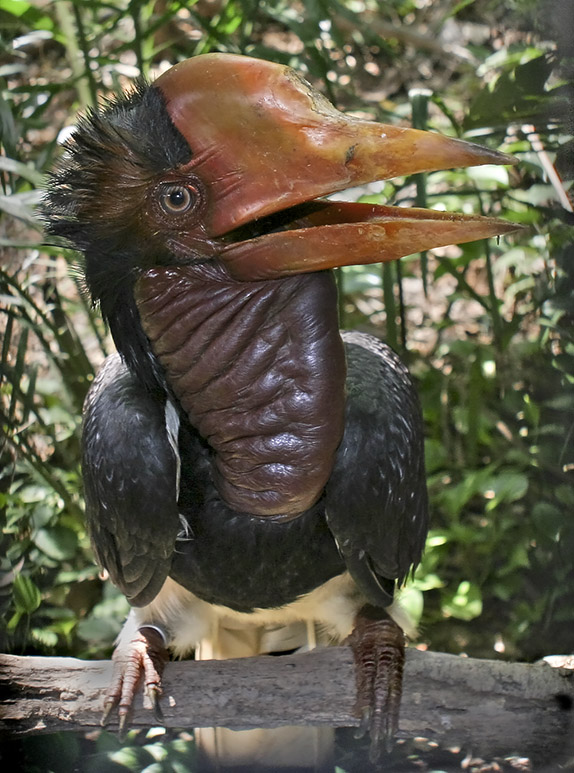
クチバシの上部にケラチンからなる突起カスクを持つオナガサイチョウ。サイチョウに見られるもので体温調節などに使われる。オナガサイチョウのカスクはホーンビル・アイボリーとも呼ばれ象牙のように加工できることから乱獲されている。

- 卵歯（英語版） - 卵生の生物が孵化するときに、自ら卵を割るために備えたくちばしや口周りにある硬い組織。孵化後に退化してなくなる。
- 体温  - オオハシなどは、くちばしから放熱する機能を持っている[13]。
- 番の絆 - 番となった鳥同士が、くちばしで口づけしあうように叩きあう行動を billing (イギリス英語では nebbing ）という。
- クラッタリング ‐ コウノトリ属などに見らえる行動で、上嘴と下嘴を激しく打ち合わせることで、求愛や威嚇のための音を鳴らす[14]。

白亜紀末大量絶滅に前後して、口の形状が歯からくちばしへ進化していた鳥類は、頭部が軽くなったうえに荒廃した地上に残っていた植物の種子や木の実を割って食べることができたため、歯を持ったままの鳥類や小型恐竜などに比べ生き延びやすかったとの仮説を、日本の国立科学博物館標本資料センター・分子生物多様性研究資料センター長の真鍋真が紹介している。

## 鳥類以外のくちばし
鳥類以外でも、突出して硬質な口器にくちばしと呼ばれるものがある。
- 爬虫類の一部。爬虫類のくちばしは鳥のくちばしに似ている。
  - カメ
  - 翼竜
- イカ、タコ：カラストンビと呼ばれる。骨格の一部ではなく、筋肉と連続しており、先になるほど硬くなる。
- カモノハシ：カモノハシのくちばしは鳥や爬虫類のくちばしに外見は似ているが、摂食器というよりは感覚器である。骨格は中心部にしかなく、軟組織でできている。

恐竜：鳥に近い一部の獣脚類（オルニトミムス、オヴィラプトルなど）、および鳥盤類の大多数（カモノハシ竜、角竜など）がくちばしを発達させた。
- エラフロサウルス - 幼いときには歯があるが、年を取ると角質化した嘴になるジュラ紀後期のノアサウルス科（英語版）の恐竜。
- リムサウルス・イネクストリカビリス（Limusaurus inextricabilis）も、幼いときは歯を持つが成長とともに、歯がないくちばしとなる[16]。ジュラ紀後期のノアサウルス科（英語版）の恐竜（エラフロサウルスの近縁種）。